# Данжон (лунный кратер)
Кратер Данжон (лат. Danjon) — крупный ударный кратер в южном полушарии обратной стороны Луны. Название присвоено в честь французского астронома Андре Данжона (1890—1967) и утверждено Международным астрономическим союзом в 1970 г. Образование кратера относится к нектарскому периоду.

## Описание кратера
Северо-восточную часть вала кратера Данжон перекрывает кратер Д’Арсонваль. Ближайшими соседями кратера являются кратер Лангемак на западе-северо-западе, кратер Нехо на севере, кратер Лав на северо-востоке, кратер Перепёлкин на востоке-северо-востоке, кратер Ширакаци на востоке-юго-востоке, кратер Ланжевен на юге и кратер Дельпорт на юге-юго-западе. Селенографические координаты центра кратера 11°25′ ю. ш. 123°54′ в. д. / 11,42° ю. ш. 123,9° в. д., диаметр 69,3 км, глубина 2,8 км.
Кратер имеет близкую к циркулярной форму. Вал кратера значительно разрушен, особенно в южной части. высота вала над окружающей местностью достигает 1290 м. Дно чаши кратера пересеченное, отмечено несколькими небольшими кратерами. Объем кратера составляет приблизительно 4500 км³.

## Сателлитные кратеры
| Данжон | Координаты                                              | Диаметр, км |
| ------ | ------------------------------------------------------- | ----------- |
| J      | 12°49′ ю. ш. 125°30′ в. д. / 12,81° ю. ш. 125,5° в. д.  | 22,6        |
| K      | 13°47′ ю. ш. 125°06′ в. д. / 13,78° ю. ш. 125,1° в. д.  | 15,7        |
| M      | 13°55′ ю. ш. 124°05′ в. д. / 13,91° ю. ш. 124,09° в. д. | 12,8        |
| X      | 10°04′ ю. ш. 122°52′ в. д. / 10,06° ю. ш. 122,86° в. д. | 68,2        |

- Образование сателлитного кратера Данжон X относится к донектарскому периоду[1].